# Vytautas Žalakevičius
Vytautas Žalakevičius (Kaunas, 14 aprile 1930 – Vilnius, 12 novembre 1996) è stato un regista e sceneggiatore lituano.
Il suo film Eto Sladkoe Slovo: Svoboda nel 1973 ha vinto il Gran Premio al Festival cinematografico internazionale di Mosca. 

## Filmografia
- Skenduolis (1956) cortometraggio
- Kol nevelu... (1957)
- Adomas nori buti zmogumi (1959)
- Gyvieji didvyriai (1960)
- Vienos dienos kronika (1963)
- Niekas nenorejo mirti (1966)
- Visa teisybe apie Kolumba (1970)
- Eto Sladkoe Slovo: Svoboda (1973)
- Avariya (1974)
- Kentavry (1979)
- Rasskaz neizvestnogo cheloveka (1980)
- Atsiprasau (1982)
- Savaitgalis pragare (1987)
- Zver, vykhodyashchiy iz morya (1992)